# 楊牧谷
楊牧谷博士（1945年7月8日—2002年1月7日）是著名的華人神學家，終身都在基督教教會工作，從事文字工作、神學教育、主領聚會，訓練栽培信徒，協助教會牧養等。

## 生平
楊牧谷原名楊文輝，1945年7月8日出生於廣東順德都成鎮，因戰亂舉家逃難到香港。中學時歸信基督，決定一生委身於傳道職事，中學畢業後投考神學院。1964年起先後進入中華神學院和海外神學院讀書。因受以西結書34章6節經文感動：「我的羊在諸山間，在各高崗上流離，在全地上分散，無人去尋，無人去找。」乃改名為「牧谷」，正是要牧養高崗上、荒谷中，流離失所的迷羊。
1967年神學畢業後，楊氏加入證道出版社擔任編輯，次年即獲晉升為總編輯。期間主編策劃主編「鐘樓文庫」共五冊，翻譯書籍十餘冊，又為期刊、電台、講台寫作投稿。1974年8月，楊氏與伍秀嫻結婚，婚後11天便赴美國進修，入讀加州阿蘇薩太平洋大學。次年9月轉往蘇格蘭愛丁堡大學新學院攻讀，期間隨湯瑪斯·福賽斯·托倫斯研習教父學，獲神道學榮譽學位（英語：BD Hon），並為種籽出版社 （页面存档备份，存于）完成翻譯巴斯德的《聖經研究》共六冊的工作。
1978年，楊氏到英國劍橋大學攻讀博士，論文以《道德經》來作信仰和神學對話研究，導師為李約瑟（英語：Joseph Needham）。1981年，楊氏學成返港，擔任香港中文大學崇基神學組講師。1983年10月15日接受中華基督教會香港區會按立為牧師。1987年退下崇基神學組的教席，全時間從事基督教文字工作與神學研究，亦不時於世界各地主領講座，並在不同媒體發表文章詮釋時事。
1992年冬，楊氏證實患有鼻咽癌，一連串痛苦的治療令他對信仰及生命作出更深邃的反省。患病其間他寫了《再生情緣》記錄病中的情況及對生死的體會。病癒後身體的狀況並無影響他的工作，反而令他更積極參與病人的關懷工作。他又承新加坡「國際關懷」簡榮渭牧師委託在港成立「更新資源（香港）有限公司」，鼓勵中文原著出版、發展《道材》和「21」遙距課程以及牧養工作所需的資料，亦不時於世界各地主領專題講座。
2001年12月，楊氏與妻子到英國度假期間身體突感不適，入院後更陷入昏迷狀態。2002年1月7日，楊氏病逝於英國愛丁堡，享年57歲。

## 紀念基金
楊牧谷於2002年1月去世後，2002年6月「楊牧谷牧師紀念基金」成立，接收捐款以紀念楊氏的貢獻。基金捐款用以製作及出版楊氏的言論及著作，推動神學教育、講壇信息、文字影音、病患者事工等的發展，鼓勵及協助各類型具時代信息的事工。基金由2002至2017年運作，曾舉辦過的活動包括：贊助出版書籍共有80本，而其中有20本非楊牧谷；贈書香港和內地的神學院；舉辦公開聚會；與各院牧事工、「從心會社」、「幸福傳聲筒」等合作，舉辦多次安慰病患者及其家屬的活動。

## 家庭
楊牧谷妻子為楊伍秀嫻師母，早年從事教育工作。2011年11月，伍女士為去世十年的丈夫出版了傳記《人去留影─楊牧谷牧師的故事》。
楊師母已於2019年5月21日在香港家中安詳離世，享年72歲。

## 著作
楊牧谷著作甚豐，出版書籍數量逾百，亦曾翻譯過不少外語著作，錄製講道聲帶及錄影帶，當中題材涉及範圍甚廣，包括：聖經、神學、靈修、社會時事、癌病等。臨終前楊牧師有感艱澀的神學不易為年輕一輩明白，更主動與漫畫工作者合作，以漫畫形式詮釋基督教信仰。以下列出楊牧谷生平部份翻譯，著作：
翻譯 ：
- 《時代的戰士十五信心英雄傳記》，Hefley, James C.著，證道 1969
- 《古嵐》小詩集，證道，1970
- 《安憩》小詩集，證道，1970
- 《你要人見人愛嗎？》，那蘭摩爾著，證道，1970
- 《你當然可以了不起》，Narranmore, Clyde Maurice 著，證道，1970
- 《別入錯行》，證道，1970
- 《當骸骨興起的時候》，宣道，1970
- 《耶穌基督與七十年代》，施道達，讀經會，1974
- 《麥田的稗子》，Montgomery, John Warwick 著，證道，1975
- 《新約知多少》，索加爾原著，證主，1974
- 《蠻荒探秘》，Stull Ruth 著，楊牧谷、張永佳譯 	道聲，1974
- 《聖經研究（舊約）卷一　創世記－約書亞記》，史諾．巴斯德著，種籽，1975
- 《聖經研究（舊約）卷二　士師記－以斯帖記》，史諾．巴斯德著，種籽，1975
- 《聖經研究（舊約）卷三　詩歌書總類－耶利米哀歌》，史諾．巴斯德著，種籽，1975
- 《聖經研究（舊約）卷四　以西結書－馬拉基書》，史諾．巴斯德著，種籽，1975
- 《新約綜覽》滕慕理著，楊牧谷等譯，宣道，1976
- 《種籽新約神學詞典（一）》，種籽，1983
- 《當代信仰手冊》，羅賽．凱利（Robin Keeley）編譯，校園，1990
- 《當代神學辭典》（中文版）編譯，校園，1997

主編：
鐘樓文庫共５冊：
- 《曲終人散》何凌西著　蔣黃心湄譯 	證道 	1973
- 《了解自己》柯思本著　羅黃振池譯 	證道 	1973
- 《年青人》盧家？著 	證道 	1973
- 《牧野的盧苖》唐佑之著 	證道 	1974
- 《新約知多少》索加爾著　楊牧谷譯 	證道 	1974

戍樓文庫共六冊：
- 《九七的應許》楊牧谷 	基道 	1993
- 《憤怒的一代》梁家麟 	基道 	1993
- 《半邊天》李清詞 	基道 	1993
- 《公義的呼喊》郭乃弘 	基道 	1993
- 《本是同根生》劉達芳 	基道 	1995
- 《自由社會的道德底線》羅秉祥 	基道 	1997
- 《聖經研究》（舊約）共四冊　史諾．巴斯德著　楊牧谷譯 	種籽 	1975
- 《聖經研究》（新約）共二冊　史諾．巴斯德著　吳主光譯 	種籽 	1975

策劃編寫２１課程系列：
- 《基本信仰與超凡生命》楊牧谷 	更新 	1996
- 《恩怨情仇論舊約》李思敬 	更新 	1997
- 《談情說理話新約》吳惠儀 	更新 	1999
- 《基督教會史略》梁家麟 	更新 	1998
- 《屬聖操練與生命關懷》李耀全 	更新 	1998
- 《壞鬼神學》楊牧谷 	更新 	2000
- 《公理婆理話倫理》羅秉祥 	更新 	2002

- 《讀書這玩意兒》，校園書房，1985
- 《信仰的落實：基督教宇宙論初探》，校園書房，1986
- 《尋覓眾生》，校園書房，1986
- 《塞外跫音》，校園書房，1986
- 《我的生命宣信》，校園書房，1987
- 《復和神學與教會更新》，種籽，1987
- 《多走一步》，校園書房，1988
- 《伴我前行》，校園書房，1988
- 《使徒信經新釋》，校園書房，1988
- 《復和，重建與香港前途》（清風系列1），突破出版社，1988
- 《九十年代教會危機與挑戰》（當代叢書），天道出版社，1989
- 《守夜者：我們要向歷史交待》，卓越出版社，1989
- 《守望者：國運，我們要向歷史交代》，卓越出版社，1989
- 《血京與信仰：學運，中國的將來與香港教會》，卓越出版社，1989
- 《得救、成長與事奉：教牧書信淺釋》，校園書房，1989
- 《淚眼先知耶利米：一個甘於寂寞，忠於所托的故事》（研經叢書），校園書房，1989
- 《復和與更新》，校園書房，1989
- 《學運、國運與華人教會：為愛國憂民作屬靈定位》（學運專輯1），卓越出版社，1989
- 《公元2000宗教大趨勢》，校園書房，1990
- 《基督書簡：啟示錄與七教會書信》（研經叢書）校園書房，1990
- 《給祖國的信》（國情系列1），卓越出版社，1990
- 《狂飆後的微聲：靈恩與事奉》，卓越出版社，1991
- 《受傷的戀者：何西阿書今釋》，校園書房，1991
- 《家庭學狂想》（生趣系列3），突破出版社，1991
- 《一起走過》，校園書房，1992
- 《基督教靈性生活的面譜》（耶穌靈修系列1），卓越出版社，1992
- 《成長路上：軟弱的操練》（耶穌靈修系列2），卓越出版社，1992
- 《曠野煉歷，勝過試探的操練》（耶穌靈修系列3），卓越出版社，1992
- 《恩約如山：天國的操練》（耶穌靈修系列4），卓越出版社，1992
- 《往高處行：君王的操練》（耶穌靈修系列5），卓越出版社，1992
- 《作祂的僕人：哥林多後書研讀》，校園書房，1992
- 《社稷情》，校園書房，1992
- 《九七的應許》（戍樓文庫），基道出版社，1993
- 《再生情緣》，卓越出版社，1993
- 《我們需要新一輪的宗教革命》，卓越出版社，1993
- 《奉主名的：禱告的操練》（耶穌靈修系列6），卓越出版社，1993
- 《家庭學狅想（二）》（生趣系列5），突破出版社，1993
- 《特區基督徒的身份，困局和出路》，卓越出版社，1993
- 《加利利的囑咐：教導的操練》（耶穌靈修系列7），卓越出版社，1994
- 《生命的配方》，卓越出版社，1994
- 《生命的變奏》（現代生命智慧系列），聖約團契，1994
- 《做人祕笈》，卓越出版社，1994
- 《還生命一份尊嚴》（現代生命智慧系列），聖約團契，1994
- 《生死存亡的掙扎：創造論與進化論之再思》（啟思系列），卓越出版社，1995
- 《從創傷到醫治》（現代生命智慧系列），聖約團契，1995
- 《魔惑眾生》（啟思系列），卓越出版社，1995
- 《非以役人：服事的操練》（耶穌靈修系列8），卓越出版社，1996
- 《相繫深深：當我所愛的人病了》，基道，1996
- 《做人真艱難》，卓越出版社，1996
- 《再生情緣》（增修版），卓越出版社，1997
- 《還看下一代》，卓越出版社，1997
- 《基本信仰與超凡生命》，更新資源，1996
- 《基本信仰與超凡生命（漫畫版）上》，更新資源，1997
- 《亂世豐筵》，更新資源，1998
- 《如何發展你的探病恩賜》，更新資源，1998
- 《廚房哲學》，更新資源，1998
- 《基本信仰與超凡生命（漫畫）下》，更新資源，1998
- 《自殺少年事件簿》，更新資源，1998
- 《家庭學狂狂想》，更新資源，1998
- 《荒年不荒 － 經濟幽谷》，更新資源，1998
- 《病榻聖言》，更新資源，1999
- 《將這孩子歸與神》，更新資源，1999
- 《將這孩子歸與神－嬰兒奉獻禮立約書》，更新資源，1999
- 《做人真艱難》，更新資源，1999
- 《做人祕笈》，更新資源，1999
- 《從哀傷到歡呼》，更新資源，1999
- 《新禧年宗教大趨勢》，更新資源，1999
- 《輪到我當家》，更新資源，1999
- 《還我祭司的豐榮》，更新資源，1999
- 《你欠生命一份神蹟》，更新資源，2000
- 《還是天父世界》，更新資源，2000
- 《一切從廚房開始1 － 廚房哲學睿智篇》，更新資源，2000
- 《一切從廚房開始2 － 廚房哲學簡樸篇》，更新資源，2000
- 《精緻書系－家庭學狂狂想》，更新資源，2000
- 《精緻書系－做人祕笈》，更新資源，2000
- 《步祂後塵I － 成長與試探》，更新資源，2000
- 《步祂後塵II － 宣講與教導》，更新資源，2000
- 《步祂後塵III － 禱告與不渝》，更新資源，2000
- 《壞鬼神學》，更新資源，2000
- 《癌症之後》，更新資源，2000
- 《壞鬼神學1》（漫畫版）更新資源，2000
- 《讀書這玩意兒》（禧年增修版）更新資源，2000
- 《末世天機之以色列復國的神蹟》，更新資源，2001
- 《末世天機之末日宗教真面目》，更新資源，2001
- 《末世天機之聖經密碼孰真孰假？》，更新資源，2001
- 《末世天機之七十個七的奧祕》，更新資源，2001
- 《末世天機之重建聖殿》，更新資源，2001
- 《末世天機之命運大揭祕》，更新資源，2001
- 《末世天機之終極的序幕：榮耀大寶座》，更新資源，2001
- 《末世天機之上帝加封》，更新資源，2001
- 《末世天機之末世戰馬》，更新資源，2001
- 《壞鬼神學2》（漫畫版）更新資源，2001
- 《末世天機之天崩地裂》，更新資源，2001
- 《末世天機之求死不能》，更新資源，2001
- 《做個有用人》，更新資源，2001
- 《末世天機之七雷隱閉》，更新資源，2001
- 《末世天機之降龍伏魔》，更新資源，2001
- 《末世天機之聖城遭殃》，更新資源，2001
- 《再生情緣》，更新資源，2001
- 《末世天機之天上新歌》，更新資源，2001
- 《末世天機之哈米吉多頓》，更新資源，2001
- 《末世天機之聖殿開了》，更新資源，2001
- 《末世天機之獸的一族》，更新資源，2001
- 《末世天機之大淫婦的下場》，更新資源，2001
- 《末世天機之巴比倫傾倒了》，更新資源，2001
- 《911號外 － 楊牧谷災難現場的解讀與反思》，更新資源，2001
- 《末世天機之羔羊婚筵》，更新資源，2001
- 《末世天機之最後叛變》，更新資源，2001
- 《末世天機之千禧年．新希望》，更新資源，2001
- 《末世天機之新天地．新生活》，更新資源，2001
- 《戍樓外望》（上冊），更新資源，2002
- 《戍樓外望》（下冊），更新資源，2002
- 《楊牧谷雋語集 － 解話人生》，更新資源，2002
- 《楊牧谷雋語集 － 解話信仰》，更新資源，2002
- 《手術前的預備》，更新資源，2002
- 《癌病答客問》，恩谷